# Dorset (condado de Bennington)
Dorset es un lugar designado por el censo ubicado en el condado de Bennington en el estado estadounidense de Vermont. En el año 2010 tenía una población de 249 habitantes.

## Geografía
Dorset se encuentra ubicado en las coordenadas 43°15′17″N 73°6′11″O / 43.25472, -73.10306.